# Брансон, Джейлен
Дже́йлен Бра́нсон (англ. Jalen Brunson; род. 31 августа 1996 года Нью-Брансуик, Нью-Джерси, США) — американский профессиональный баскетболист, выступающий за команду Национальной баскетбольной ассоциации (НБА) «Нью-Йорк Никс». Играет в амплуа разыгрывающего защитника. На студенческом уровне выступал за команду университета Виллановы, в составе которой стал двукратным чемпионом NCAA (2016, 2018). Был выбран на драфте НБА 2018 года во втором раунде под общим 33-м номером.

## Ранние годы
Джейлен Брансон родился в Нью-Брансуике и жил в южном Нью-Джерси до 6 класса. Он является сыном Рики и Сандры Брансон. У него есть младшая сестра Эрика, которая родилась в 2001 году. Его родители встретились во время учёбы в университете Темпла. Его отец Рик играл за баскетбольную команду университета, а его мама Сандра выступала за волейбольную команду. Рик Брансон был игроком НБА в течение 9 сезонов. Его семья впервые поселилась в Черри-Хилле. Позже она ещё семь раз переезжала, прежде чем поселиться в 2010 году в Линкольншире, где Джейлен пошёл в среднюю школу.

## Карьера в НБА

### Даллас Маверикс (2018—2022)

#### Шестой игрок (2018—2021)
21 июня 2018 года Джейлен Брансон был выбран на драфте НБА во втором раунде под общим 33-м номером клубом «Даллас Маверикс». Он стал четвёртым и последним игроком «Вилланова Уайлдкэтс», которого выбрали на драфте 2018 года. По окончании летней лиги НБА, в которой игрок принимал участие, Джейлен подписал контракт на 4 года с «Далласом».
Он дебютировал в НБА 17 октября 2018 года, набрав три очка, сделав один подбор и передачу в матче против «Финикс Санз» (100:121). В первых четырех матчах в НБА Брансон выходил со скамейки запасных, а 26 октября вышел в стартовом составе вместо травмированного Денниса Смита (младшего) в игре против «Торонто Рэпторс», набрав восемь очков, четыре передачи и три подбора. 8 ноября Брансон набрал 11 очков в игре против «Юты Джаз». 8 декабря Брансон заменил Смита в стартовом составе и набрал максимальные за карьеру 14 очков в матче против «Хьюстон Рокетс» и 17 очков 10 декабря в игре против «Орландо Мэджик». 5 января он был отмечен Ассоциацией спортивных писателей Филадельфии как лучший спортсмен-новичок года. В тот же вечер, когда Джей Джей Бареа и Девин Харрис были травмированы, Брансон набрал 13 очков, 11 подборов и восемь передач против «Филадельфии Севенти Сиксерс», что стало его первым дабл-даблом в матче НБА. Выйдя на замену Луке Дончичу 22 февраля, Брансон набрал 22 очка против «Денвер Наггетс», что стало лучшим матчем для него в карьере. 12 марта 2019 года Брансон улучшил свой карьерный максимум, набрав 34 очка с пятью подборами, четырьмя передачами и перехватом в поражении от «Сан-Антонио Сперс» со счетом 105:112. 7 апреля Брансон набрал 12 очков и сделал 10 передач в матче с «Мемфис Гриззлис», оформив свой второй в карьере дабл-дабл.
16 декабря 2019 года Брансон вышел в стартовом составе вместо травмированного Луки Дончича, а «Маверикс» завершили 18-матчевую победную серию «Милуоки Бакс». в тот вечер Брансон оформил первый свой дабл-дабл в сезоне из 13 очков и 11 передач. 13 марта 2020 года стало известно, что Брансон перенес операцию по устранению травмы лабрума правого плеча. В сезоне НБА 2020/21 Брансон показывал максимальные за карьеру количество очков, подборов и передач в среднем за игру, заняв четвертое место в голосовании на приз лучшего шестого игрока года в НБА.

#### Успех в плей-офф и уход (2021—2022)
В сезоне НБА 2021/22 Брансон стал основным игроком и вновь завершил сезон, достигнув карьерных максимумов по очкам, подборам и передачам в среднем за игру. Его прорыв продолжился в плей-офф, где он повел за собой «Маверикс», которые были без Луки Дончича в первых трех матчах серии против «Юты Джаз». 16 апреля 2022 года в первой игре первого раунда плей-офф Брансон набрал 24 очка, сделал семь подборов и пять передач, в поражении от «Юты Джаз» со счетом 93:99. 18 апреля во второй игре первого раунда плей-офф Брансон провел лучшую игру в своей карьере до этого момента: он набрал 41 очко, сделал восемь подборов и пять передач в победе над «Джаз» со счетом 110:104. 15 мая Брансон набрал 24 очка и сделал шесть подборов в разгромной победе (123:90) в седьмой игре против «Финикс Санз», обеспечившей «Маверикс» место в финале Западной конференции.  20 мая, во второй игре финала Западной конференции, Брансон набрал 31 очко, 7 подборов и 5 передач в матче против «Голден Стэйт Уорриорз» (117:126).

### «Нью-Йорк Никс» (2022—настоящее время)
12 июля 2022 года Брансон подписал с «Нью-Йорк Никс» четырехлетний контракт на сумму 104 миллиона долларов. 19 октября 2022 года он дебютировал за новый клуб в матче против «Мемфис Гриззлис», набрав 15 очков, девять передач и шесть подборов.
31 марта 2023 года в марте против «Кливленд Кавальерс» Брансон набрал максимальные за карьеру 48 очков (33 очка в первой половине), реализовав 18 из 32 бросков с игры и отдав 9 передач. В четвертой игре полуфинала Восточной конференции против «Майами Хит» Брансон набрал 32 очка и сделал 11 передач. Он присоединился к Уолту Фрейзеру и Патрику Юингу как единственный игрок в истории «Никс», набравший не менее 30 очков и 10 передач в игре плей-офф. «Нью-Йорк» проиграл «Майами» в шести матчах, несмотря на то, что Брансон набрал рекордное для себя количество очков в плей-офф - «41» в 6 игре. Во время 11 игр в плей-офф Брансон стал вторым игроком «Никс», набиравшим 20 очков в 11 играх подряд, после Кармело Энтони (16 игр).
20 ноября 2023 года Брансон получил свою вторую награду «Игрок недели НБА», набирая в среднем 28,5 очка и 6,5 передачи. 30 ноября Брансон набрал 42 очка, шесть подборов и восемь передач в победе над «Детройт Пистонс». Он также повторил рекорд по количеству игр с 40 очками для разыгрывающего (5, Уолт Фрейзер, Стефон Марбери) в истории «Никс».
15 декабря 2023 года Брансон набрал максимальные в карьере 50 очков, включая 9-9 трехочковых, а также 9 передач, 6 подборов и 5 перехватов в победе над «Финикс Санз». Он стал девятым игроком, набравшим 50 очков в составе «Никс». Его игра с 9 точными трехочковыми бросками повторила рекорд НБА по 100% точности из-за дуги, который был первоначально установлен игроком «Нью-Йорк Никс» Латреллом Спрюэллом, сделавшим «9 из 9» 4 февраля 2003 года, и дважды повторен Беном Гордоном в составе «Буллз» 14 апреля 2006 года и в «Пистонс» 21 марта 2012 года. Это стало также первым 50-очковым результатом в истории НБА без промахов в трехочковых бросках (при минимуме 8 попытках), что помогло прервать 13-матчевую серию поражений «Никс» против команд Кевина Дюранта. Во второй половине Брансон попал 12 из 12 (8 из 8 трехочковых) с игры, став первым игроком НБА, который попал 8 из 8 трехочковых бросков в одной половине игры НБА. Предыдущий рекорд в 7 из 7 принадлежал многим игрокам. Он достигался как минимум трижды в каждом из двух предыдущих сезонов НБА. До сезона 2021/22 НБА 5 игроков попадали 7 из 7 в половине НБА (все до 2015 года, первым был Раф Лафренц). Брансон показал результат 7 из 7 (5 из 5 по трехочковым) в 3-й четверти. 10 февраля 2017 года Энтони реализовал 5 из 5 трехочковых бросков (8 из 8 с игры) в четверти и 6 из 6 в половине матча за «Никс». 
35-очковая вторая половина Брансона стала первым случаем, когда игрок НБА набрал более 30 очков за половину, не промахиваясь с игры, при этом реализовав не менее 10 попыток бросков с игры и 5 трехочковых. Это выступление стало первым случаем, когда игрок НБА набрал 50 очков, пять подборов, пять передач, пять перехватов и пять трехочковых. Брансон стал шестым игроком и первым со времен Энтони Дэвиса (набравшего 50 очков, пять передач, пять перехватов 16 октября 2016 года), а также первым игроком со времен Майкла Джордана (18 марта 1988 года набравшего 50 очков, девять передач, пять подборов и пять перехватов).
6 августа 2024 года «Никс» назвали Брансона 36-м капитаном в истории клуба. 2 декабря Брансон стал игроком недели в конференции. 28 декабря Брансон набрал 55 очков, 42 из которых пришлись на вторую половину или позднее, включая девять в овертайме в победе над «Вашингтон Уизардс» со счетом 136:132. 25 января 2025 года Брансон был назван стартером Восточной конференции на матче всех звезд НБА 2025 года. 23 апреля Брансон был назван лучшим игроком года при игре в клатче в НБА; во время клатч-ситуаций в регулярном чемпионате он лидировал в лиге по количеству точных попаданий (52), занимал второе место по общему количеству очков (156) и третье - по количеству передач (28). В этих же ситуациях он попадал 51,5% с игры, 84,0% с линии штрафных бросков и в среднем набирал 5,6 очка. 27 апреля стало известно, что Джейлен Брансон – первый игрок с 12 очками и более в последних четвертях четырех матчей плей-офф подряд с сезона-1997/98. Игрок набирал 12, 14, 12 и 15 очков в четвертых четвертях игр первого раунда против «Детройт Пистонс». 29 апреля 2025 года в пятом матче серии против «Детройт Пистонс» Брансон покинул площадку за 3 минут до конца игры из-за травмы голеностопа. Игрок вернулся за 30 секунд до конца матча, но не смог помочь команде победить (103:106).
1 мая Брансон набрал 40 очков и реализовал победный трехочковый бросок, обеспечив «Никс» победу над «Детройт Пистонс» в первом раунде плей-офф НБА. 12 мая Брансон набрал 39 очков, 5 подборов и 12 передач в 4 игре, благодаря чему «Никс» одержали победу над «Бостон Селтикс» в полуфинале Восточной конференции. Он стал самым результативным игроком четвертых четвертей в первых 10 матчах плей-офф с 1997 года, обогнав Коби Брайанта и Стефена Карри. 21 мая в 1-й игре финала Восточной конференции Брансон набрал 43 очка в поражении в овертайме от «Индианы Пэйсерс». Благодаря этому результату он записал на свой счет 8-й 40-очковый матч в плей-офф в составе «Никс», обойдя Бернарда Кинга и став самым результативным игроком в истории франшизы, и сравнялся с Патриком Юингом по количеству 30-очковых матчей в плей-офф в составе «Никс». 23 мая во 2 игре  финала Восточной конференции Брансон набрал 36 очков и сделал 11 передач в матче с «Пэйсерс», проигранном со счетом 109:114. Он обошел Юинга по количеству набранных 30 очков в плей-офф за всю историю «Никс». Кроме того, только Майкл Джордан и Леброн Джеймс имеют больше игр с 35 очками и 10 передачами в плей-офф Восточной конференции в истории НБА.
30 мая 2025 года Брансон вышел на 6-е место (1236 очков) в истории «Никс» по очкам в плей-офф в свой 3-й сезон в команде.

## Сборная США
5 мая 2014 года Федерация баскетбола США объявила о приглашении 21 игроков (включая Джейлена Брансона) для участия в тренировачном лагере с 10 по 19 июня перед чемпионатом Америки по баскетболу среди юношей до 18 лет, который прошел с 20 по 24 июня 2014 года. 12 июня в лагере для подготовки к чемпионату Америки осталась 15 спортсменов, среди них оказался и Джейлен. Брансон вошёл в окончательную заявку на чемпионат Америки, которую объявили 15 июня. 20 июня 2014 года Джейлен Брансон в матче против Уругвая отдал 13 результативных передач. Он превзошел рекорд Стефона Марбери, который сделал 12 передач своим партнерам в матче против Бразилии в 1994 год для чемпионатов Америки до 18 лет. Сборная США победила в финале сборную Канады и стала чемпионом Америки.
17 июня 2015 года Федерация баскетбола США объявила о составе сборной США для участия на чемпионате мира по баскетболу среди юношей до 19 лет, в заявку команды был включен Джейлен Брансон. В полуфинальном матче против сборной Греции на счету Джейлена было 30 очков. В финале чемпионата мира против Хорватии Брансон набрал 14 очков, включая 4 очка в овертайме, отдал 7 передач, сделал 6 подборов, совершил 1 перехват. Сборная США стала чемпионом мира среди юношей до 19 лет, Джейлен Брансон стал самым ценным игроком турнира. В последних двух матчах турнира он доминировал на площадке. 21 декабря 2015 года Федерация баскетбола США назвала Джейлена спортсменом года на основании выступления игрока на чемпионате мира среди юношей до 19 лет.
Брансон стал одним из первых кандидатов в команду США на чемпионат мира по баскетболу 2023 года, согласно твиту Марка Штейна от 4 июня 2023 года, на который ссылался CBS Sports. Состав команды был окончательно сформирован к 3 июля с относительно неопытным составом. Команда США заняла четвертое место на турнире, но достаточно высокое место (2 место в Америке), чтобы получить приглашение на Олимпийские игры 2024 года.

## Статистика

### Статистика в НБА
| Сезон                                                                                    | Команда  | Регулярный сезон | Регулярный сезон | Регулярный сезон | Регулярный сезон | Регулярный сезон | Регулярный сезон | Регулярный сезон | Регулярный сезон | Регулярный сезон | Регулярный сезон | Регулярный сезон | Серия плей-офф | Серия плей-офф | Серия плей-офф | Серия плей-офф | Серия плей-офф | Серия плей-офф | Серия плей-офф | Серия плей-офф | Серия плей-офф | Серия плей-офф | Серия плей-офф |
| Сезон                                                                                    | Команда  | GP               | GS               | MPG              | FG%              | 3P%              | FT%              | RPG              | APG              | SPG              | BPG              | PPG              | GP             | GS             | MPG            | FG%            | 3P%            | FT%            | RPG            | APG            | SPG            | BPG            | PPG            |
| ---------------------------------------------------------------------------------------- | -------- | ---------------- | ---------------- | ---------------- | ---------------- | ---------------- | ---------------- | ---------------- | ---------------- | ---------------- | ---------------- | ---------------- | -------------- | -------------- | -------------- | -------------- | -------------- | -------------- | -------------- | -------------- | -------------- | -------------- | -------------- |
| 2018/19                                                                                  | Даллас   | 73               | 38               | 21,8             | 46,7             | 34,8             | 72,5             | 2,3              | 3,2              | 0,5              | 0,1              | 9,3              | Не участвовал  | Не участвовал  | Не участвовал  | Не участвовал  | Не участвовал  | Не участвовал  | Не участвовал  | Не участвовал  | Не участвовал  | Не участвовал  | Не участвовал  |
| 2019/20                                                                                  | Даллас   | 57               | 16               | 17,9             | 46,6             | 35,8             | 81,3             | 2,4              | 3,3              | 0,4              | 0,1              | 8,2              | Не участвовал  | Не участвовал  | Не участвовал  | Не участвовал  | Не участвовал  | Не участвовал  | Не участвовал  | Не участвовал  | Не участвовал  | Не участвовал  | Не участвовал  |
| 2020/21                                                                                  | Даллас   | 68               | 12               | 25,0             | 52,3             | 40,5             | 79,5             | 3,4              | 3,5              | 0,5              | 0,0              | 12,6             | 7              | 0              | 16,3           | 45,5           | 46,2           | 76,9           | 2,6            | 1,4            | 0,0            | 0,0            | 8,0            |
| 2021/22                                                                                  | Даллас   | 79               | 61               | 31,9             | 50,2             | 37,3             | 84,0             | 3,9              | 4,8              | 0,8              | 0,0              | 16,3             | 18             | 18             | 35,0           | 46,6           | 34,7           | 80,0           | 4,6            | 3,7            | 0,8            | 0,1            | 21,6           |
| 2022/23                                                                                  | Нью-Йорк | 68               | 68               | 35,0             | 49,1             | 41,6             | 82,9             | 3,5              | 6,2              | 0,9              | 0,2              | 24,0             | 11             | 11             | 40,3           | 47,4           | 32,5           | 91,2           | 4,9            | 5,6            | 1,5            | 0,1            | 27,8           |
| 2023/24                                                                                  | Нью-Йорк | 77               | 77               | 35,4             | 47,9             | 40,1             | 84,7             | 3,6              | 6,7              | 0,9              | 0,2              | 28,7             | 13             | 13             | 39,8           | 44,4           | 31,0           | 77,5           | 3,3            | 7,5            | 0,8            | 0,2            | 32,4           |
|                                                                                          | Всего    | 422              | 272              | 28,3             | 48,9             | 39,1             | 82,4             | 3,2              | 4,7              | 0,7              | 0,1              | 16,9             | 49             | 42             | 34,8           | 45,9           | 33,3           | 81,4           | 4,0            | 4,8            | 0,8            | 0,1            | 23,9           |
| Наведите курсор мыши на аббревиатуры в заголовке таблицы, чтобы прочесть их расшифровку. |          |                  |                  |                  |                  |                  |                  |                  |                  |                  |                  |                  |                |                |                |                |                |                |                |                |                |                |                |

### Статистика в NCAA
| Сезон | Команда   | Conf     | Class | GP  | GS  | MPG  | FG%  | 3P%  | FT%  | RPG | APG | SPG | BPG | PPG  |
| --- | --------- | -------- | ----- | --- | --- | ---- | ---- | ---- | ---- | --- | --- | --- | --- | ---- |
| 2015/16 | Вилланова | Big East | FR    | 40  | 39  | 24,0 | 45,2 | 38,3 | 77,4 | 1,8 | 2,5 | 0,7 | 0,0 | 9,6  |
| 2016/17 | Вилланова | Big East | SO    | 36  | 36  | 31,1 | 54,1 | 37,8 | 87,6 | 2,6 | 4,1 | 0,9 | 0,0 | 14,7 |
| 2017/18 | Вилланова | Big East | JR    | 40  | 40  | 31,8 | 52,1 | 40,8 | 80,2 | 3,1 | 4,6 | 0,9 | 0,0 | 18,9 |
| Всего | Всего     | Всего    | Всего | 116 | 115 | 28,9 | 51,0 | 39,3 | 82,0 | 2,5 | 3,7 | 0,8 | 0,0 | 14,4 |
| Наведите курсор мыши на аббревиатуры в заголовке таблицы, чтобы прочесть их расшифровку Статистика приведена с сайта sports-reference.com |           |          |       |     |     |      |      |      |      |     |     |     |     |      |